# Vienenburg
Vienenburg – dzielnica miasta Goslar w Niemczech, w kraju związkowym Dolna Saksonia, w powiecie Goslar. Od roku 1935 do 31 grudnia 2013 miasto.

## Położenie
Vienenburg leży w północnych górach Harzu nad rzeką Oker.
Stacja kolejowa zbudowana w 1840 roku, jest najstarszą zachowaną w Niemczech.

## Bibliografia

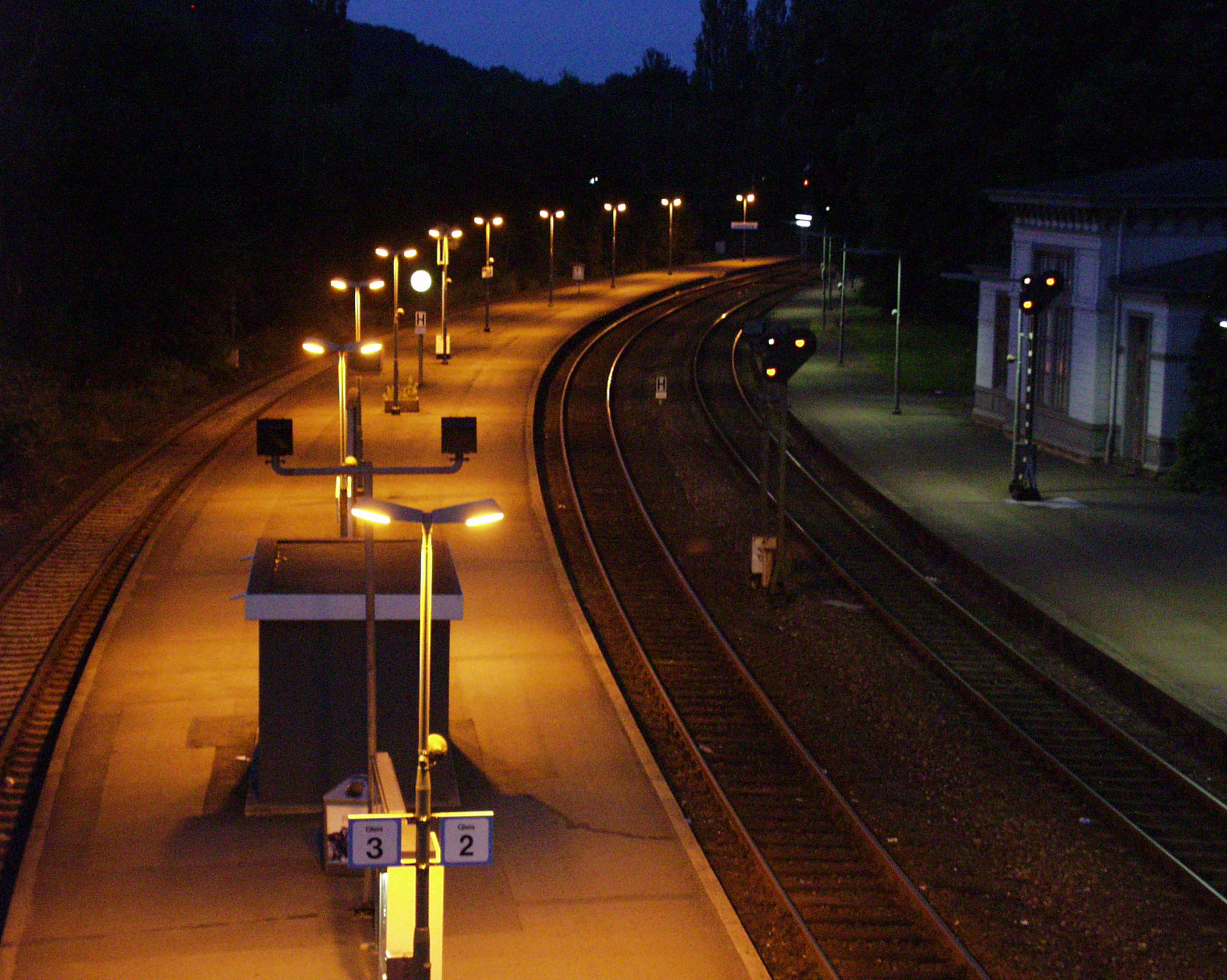
Peron stacji Vienenburg